# 1962-es atlétikai Európa-bajnokság
Az 1962-es atlétikai Európa-bajnokságot szeptember 12. és szeptember 16. között rendezték Belgrádban, Jugoszláviában. Az Eb-n 36 versenyszám volt.

## A magyar sportolók eredményei
Magyarország az Európa-bajnokságon 40 sportolóval képviseltette magát.
Érmesek
| Érem  | Versenyző       | Versenyszám   | Dátum          |
| ----- | --------------- | ------------- | -------------- |
| Arany | Varjú Vilmos    | Súlylökés     | szeptember 14. |
| Arany | Zsivótzky Gyula | Kalapácsvetés | szeptember 16. |
| Bronz | Kontsek Jolán   | Diszkoszvetés | szeptember 15. |
| Bronz | Kazi Olga       | 800 m         | szeptember 16. |

## Éremtáblázat
(A táblázatban a rendező nemzet és Magyarország eltérő háttérszínnel kiemelve.)
| Helyezés | Nemzet         | Arany | Ezüst | Bronz | Összesen |
| 1.       | Szovjetunió    | 13    | 6     | 11    | 30       |
| 2.       | Nagy-Britannia | 5     | 3     | 5     | 13       |
| 3.       | NSZK           | 3     | 5     | 6     | 14       |
| 4.       | Lengyelország  | 3     | 5     | 5     | 13       |
| 5.       | Magyarország   | 2     | 0     | 2     | 4        |
| 6.       | Franciaország  | 2     | 2     | 0     | 4        |
| 7.       | Olaszország    | 2     | 1     | 1     | 4        |
| 8.       | NDK            | 1     | 6     | 1     | 8        |
| 9.       | Románia        | 1     | 2     | 0     | 3        |
| 10.      | Finnország     | 1     | 1     | 2     | 4        |
| 11.      | Hollandia      | 1     | 1     | 1     | 3        |
| 12.      | Belgium        | 1     | 1     | 0     | 2        |
| 13.      | Svédország     | 1     | 1     | 0     | 2        |
| 14.      | Csehszlovákia  | 0     | 1     | 1     | 2        |
| 15.      | Jugoszlávia    | 0     | 1     | 0     | 1        |
| 16.      | Svájc          | 0     | 0     | 1     | 1        |
| Összesen | Összesen       | 36    | 36    | 36    | 108      |

## Érmesek
- WR – világrekord
- CR – Európa-bajnoki rekord

### Férfi
| Versenyszám     | Arany                                                                          | Arany     | Ezüst                                                                                  | Ezüst     | Bronz                                                                            | Bronz     |
| --------------- | ------------------------------------------------------------------------------ | --------- | -------------------------------------------------------------------------------------- | --------- | -------------------------------------------------------------------------------- | --------- |
| 100 m           | Claude Piquemal · Franciaország                                                | 10,4      | Jocelyn Delecour · Franciaország                                                       | 10,4      | Peter Gamper · NSZK                                                              | 10,4      |
| 200 m           | Owe Jonsson · Svédország                                                       | 20,7      | Marian Foik · Lengyelország                                                            | 20,8      | Sergio Ottolina · Olaszország                                                    | 20,8      |
| 400 m           | Robbie Brightwell · Nagy-Britannia                                             | 45,9      | Manfred Kinder · NSZK                                                                  | 46,1      | Joachim Reske · NSZK                                                             | 46,4      |
| 800 m           | Manfred Matuschewski · NDK                                                     | 1:50,5    | Valeriy Bulyshev · Szovjetunió                                                         | 1:51,2    | Paul Schmidt · NSZK                                                              | 1:51,2    |
| 1500 m          | Michel Jazy · Franciaország                                                    | 3:40,9    | Witold Baran · Lengyelország                                                           | 3:42,1    | Tomáš Salinger · Csehszlovákia                                                   | 3:42,2    |
| 5000 m          | Bruce Tulloh · Nagy-Britannia                                                  | 14:00,6   | Kazimierz Zimny · Lengyelország                                                        | 14:01,8   | Pyotr Bolotnikov · Szovjetunió                                                   | 14:02,6   |
| 10 000 m        | Pyotr Bolotnikov · Szovjetunió                                                 | 28:54,0   | Friedrich Janke · NDK                                                                  | 29:01,6   | Henry Fowler · Nagy-Britannia                                                    | 29:02,0   |
| Maraton         | Brian Kilby · Nagy-Britannia                                                   | 2:23:18,8 | Aurèle Vandendriessche · Belgium                                                       | 2:24:02,0 | Viktor Baykov · Szovjetunió                                                      | 2:24:19,8 |
| 4 × 100 m váltó | NSZK · Klaus Ulonska · Peter Gamper · Hans-Joachim Bender · Manfred Germar     | 39,5      | Lengyelország · Jerzy Juskowiak · Andrzej Zieliński · Zbigniew Syka · Marian Foik      | 39,5      | Nagy-Britannia · Alfred Meakin · Ron Jones · Berwyn Jones · David Jones          | 39,8      |
| 4 × 400 m váltó | NSZK · Wilfried Kindermann · Johannes Schmitt · Joachim Reske · Manfred Kinder | 3:05,8    | Nagy-Britannia · Barry Jackson · Kenneth Wilcock · Adrian Metcalfe · Robbie Brightwell | 3:05,9    | Svájc · Bruno Galliker · Jean-Louis Descloux · Marius Theiler · Hans-Rüdi Bruder | 3:07,0    |
| 110 m gát       | Anatoly Mikhailov · Szovjetunió                                                | 13,8      | Giovanni Cornacchia · Olaszország                                                      | 14,0      | Nikolay Berezutskiy · Szovjetunió                                                | 14,2      |
| 400 m gát       | Salvatore Morale · Olaszország                                                 | 49,2      | Jörg Neumann · NSZK                                                                    | 50,3      | Helmut Janz · NSZK                                                               | 50,5      |
| 3000 m akadály  | Gaston Roelants · Belgium                                                      | 8:32,6    | Zoltán Vámos · Románia                                                                 | 8:37,6    | Nikolay Sokolov · Szovjetunió                                                    | 8:40,6    |
| 20 km gyaloglás | Ken Matthews · Nagy-Britannia                                                  | 1:35:54,8 | Hans-Georg Reimann · NDK                                                               | 1:36:14,2 | Vladimir Golubnichiy · Szovjetunió                                               | 1:36:37,6 |
| 50 km gyaloglás | Abdon Pamich · Olaszország                                                     | 4:18:42,0 | Genhady Agapov · Szovjetunió                                                           | 4:20:01,2 | Aleksandr Cherbina · Szovjetunió                                                 | 4:20:47,2 |
| Magasugrás      | Valerij Brumel · Szovjetunió                                                   | 221 cm    | Stig Pettersson · Svédország                                                           | 213 cm    | Robert Savlakadze · Szovjetunió                                                  | 209 cm    |
| Távolugrás      | Igor Ter-Ovaneszjan · Szovjetunió                                              | 819 cm    | Rainer Stenius · Finnország                                                            | 785 cm    | Pentti Eskola · Finnország                                                       | 785 cm    |
| Rúdugrás        | Pentti Nikula · Finnország                                                     | 480 cm    | Rudolf Tomášek · Csehszlovákia                                                         | 460 cm    | Kauko Nyström · Finnország                                                       | 460 cm    |
| Hármasugrás     | Józef Szmidt · Lengyelország                                                   | 16,55 m   | Vladimir Goryaev · Szovjetunió                                                         | 16,39 m   | Oleg Fyodoseyev · Szovjetunió                                                    | 16,24 m   |
| Súlylökés       | Varjú Vilmos · Magyarország                                                    | 19,02 m   | Viktor Lipsnis · Szovjetunió                                                           | 18,38 m   | Alfred Sosgórnik · Lengyelország                                                 | 18,26 m   |
| Diszkoszvetés   | Vladimir Trusenyev · Szovjetunió                                               | 57,11 m   | Kees Koch · Hollandia                                                                  | 55,96 m   | Lothar Milde · NDK                                                               | 55,47 m   |
| Gerelyhajítás   | Jānis Lūsis · Szovjetunió                                                      | 82,04 m   | Viktor Tsybulenko · Szovjetunió                                                        | 77,92 m   | Władysław Nikiciuk · Lengyelország                                               | 77,66 m   |
| Kalapácsvetés   | Zsivótzky Gyula · Magyarország                                                 | 69,64 m   | Aleksey Baltovskiy · Szovjetunió                                                       | 66,93 m   | Yuriy Bakarinov · Szovjetunió                                                    | 66,57 m   |
| Tízpróba        | Vasili Kuznetsov · Szovjetunió                                                 | 8026 pont | Werner von Moltke · NSZK                                                               | 8022 pont | Manfred Bock · NSZK                                                              | 7835 pont |

### Női
| Versenyszám     | Arany                                                                                 | Arany     | Ezüst                                                               | Ezüst     | Bronz                                                                  | Bronz     |
| --------------- | ------------------------------------------------------------------------------------- | --------- | ------------------------------------------------------------------- | --------- | ---------------------------------------------------------------------- | --------- |
| 100 m           | Dorothy Hyman · Nagy-Britannia                                                        | 11,3      | Jutta Heine · NSZK                                                  | 11,3      | Teresa Ciepły · Lengyelország                                          | 11,4      |
| 200 m           | Jutta Heine · NSZK                                                                    | 23,5      | Dorothy Hyman · Nagy-Britannia                                      | 23,7      | Barbara Sobotta · Lengyelország                                        | 23,9      |
| 400 m           | Maria Itkina · Szovjetunió                                                            | 53,4      | Elizabeth Grieveson · Nagy-Britannia                                | 53,9      | Tilly van der Zwaard · Hollandia                                       | 54,4      |
| 800 m           | Gerda Kraan · Hollandia                                                               | 2:02,8    | Waltraud Kaufmann · NDK                                             | 2:05,0    | Kazi Olga · Magyarország                                               | 2:05,0    |
| 4 × 100 m váltó | Lengyelország · Teresa Ciepły · Barbara Sobotta · Elżbieta Szyroka · Maria Piątkowska | 44,5      | NSZK · Erika Fisch · Martha Pensberger · Maren Collin · Jutta Heine | 44,6      | Nagy-Britannia · Ann Packer · Dorothy Hyman · Daphne Arden · Mary Rand | 44,9      |
| 80 m gát        | Teresa Ciepły · Lengyelország                                                         | 10,6      | Karin Balzer · NDK                                                  | 10,6      | Maria Piątkowska · Lengyelország                                       | 10,6      |
| Magasugrás      | Iolanda Balaş · Románia                                                               | 183 cm    | Olga Gero · Jugoszlávia                                             | 176 cm    | Linda Knowles · Nagy-Britannia                                         | 173 cm    |
| Távolugrás      | Tatyana Shchelkanova · Szovjetunió                                                    | 636 cm    | Elżbieta Krzesińska · Lengyelország                                 | 622 cm    | Mary Rand · Nagy-Britannia                                             | 622 cm    |
| Súlylökés       | Tamara Pressz · Szovjetunió                                                           | 18,55 m   | Renate Garisch · NDK                                                | 17,17 m   | Galina Zybina · Szovjetunió                                            | 16,95 m   |
| Diszkoszvetés   | Tamara Pressz · Szovjetunió                                                           | 56,91 m   | Doris Müller · NDK                                                  | 53,60 m   | Kontsek Jolán · Magyarország                                           | 52,82 m   |
| Gerelyhajítás   | Elvira Ozolina · Szovjetunió                                                          | 54,93 m   | Maria Diaconescu · Románia                                          | 52,10 m   | Alevtina Shastiko · Szovjetunió                                        | 51,80 m   |
| Ötpróba         | Galina Bystrova · Szovjetunió                                                         | 4833 pont | Denise Guénard · Franciaország                                      | 4735 pont | Helga Hoffmann · NSZK                                                  | 4676 pont |